# حرب في السماء
يصف سفر الرؤيا حربًا في السماء بين الملائكة بقيادة كبير الملائكة ميخائيل ضد أولئك الذين يقودهم «التنين»، المعرف على أنه الشيطان أو إبليس، الذي يُهزم ويُطرد إلى الأرض. إن حرب السماء الواردة في سفر الرؤيا مرتبطة بفكرة الملائكة الساقطة، واقتُرحت أوجه شبه محتملة في الكتاب المقدس العبري ومخطوطات البحر الأحمر.

## سفر الرؤيا 10-7 :12
«7 - وحدثت حرب في السماء: ميخائيل وملائكته حاربوا التنين، وحارب التنين وملائكته. 8 - ولم يقووا، فلم يوجد مكانهم بعد ذلك في السماء. 9 - فطُرح التنين العظيم، الحية القديمة المدعو إبليس والشيطان، الذي يضل العالم كله، طرح إلى الأرض، وطرحت معه ملائكته».

-        سفر الرؤيا 10-7 :12

## تفسيرات

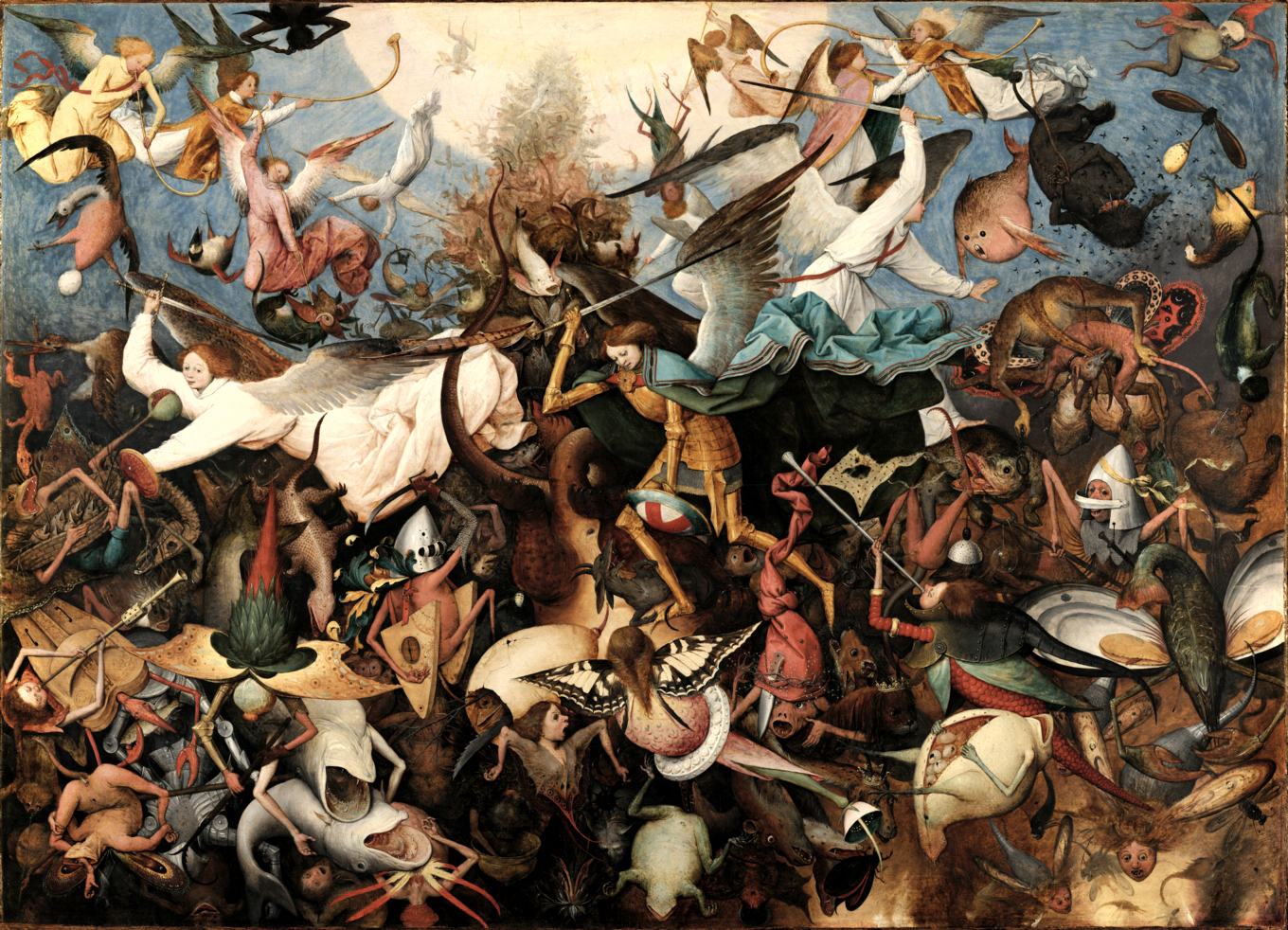
سقوط الملائكة المتمردين بريشة بيتر بروغل الأكبر رسمها في عام 1562. تصور أللوحة سقوط الملاك المتمرد لوسيفر. الآن ضمن مجموعة المتاحف الملكية للفنون الجميلة في بروكسل.

يوجد في التقاليد المسيحية قصص عن كائنات ملائكية طردهم الله من السماء، تطرح في الغالب العقاب كما تعرض له إبليس بالتحديد. نتيجة لربط هذه الفكرة مع المقطع المذكور من سفر التكوين، أصبح طرد إبليس من السماء، الأمر الذي تقدمه نسخٌ أخرى من الفكرة على أنه فعل الله نفسه، معزوًا إلى كبير الملائكة ميخائيل عند نهاية حرب بين طائفتين من الملائكة، الذين يُفترض أن ثلثهم (بسبب ذكر ذَنَب التنين الذي يجر ثلث نجوم السماء ويطرحها إلى الأرض) كانوا بصف إبليس، بصرف النظر عن حقيقة أن قصة الطرح من السماء (الرؤيا 12:4) مقصوصة على أنها حدثت قبل بدء «الحرب في السماء» (الرؤيا 12:7).
نسب الشارحون تمرد إبليس إلى عدد من الدوافع، كلها تنبع من عنفوانه البليغ. من هذه الدوافع نذكر:
- رفضه السجود لجنس البشر في مناسبة خلق الإنسان، كما في نسخ حياة آدم وحواء الأرمنية والجورجية واللاتينية.[3] للتقاليد الإسلامية رأي مماثل: إبليس يرفض السجود لآدم.[4]
- بلوغه ذروة ابتعاد تدريجي عن الله عبر استخدامه الإرادة الحرة (فكرة لأوريجانوس الإسكندري).[5]
- تصريح من الله بأن الكل سيخضعون لابنه، المشيح (كما في كتاب الفردوس المفقود لميلتون).[6]

يذكر جوناثان إدواردز في عظته الحكمة المتجلية في الخلاص:
«تمرد إبليس وملائكته على الله في السماء، وحسبوا بفخر أن يختبروا قوتهم مقابل قوته. وعندما تغلب الله، بقوته الجبارة، على قوة إبليس، وأرسله وجيشه كالبرق من السماء إلى الجحيم؛ بقي إبليس يأمل أن يحقق النصر بمكره». 
في الموسوعة الكاثوليكية (1911) مقال «القديس ميخائيل كبير الملائكة»، كتب فريدريك هولويك: «يتكلم القديس يوحنا عن الصراع العظيم في نهاية الزمان، الذي يمثل أيضًا حرب السماء الواقعة في بداية الزمان». أضاف أيضًا أن اسم ميخائيل «كان صرخة حرب الملائكة الأبرار في المعركة التي خاضوها في السماء ضد العدو وأتباعه».
تُعلم كنيسة يسوع المسيح لقديسي الأيام الأخيرة (كنيسة إل دي إس) أن الإصحاح 12 من سفر الرؤيا يتضمن حدثًا واقعيًا حدث في فترة ما قبل الوجود الفاني للبشر. يذكر كتاب موسى المُضمن في شريعة «الأعمال المعيارية» لكنيسة إل دي إس، حرب السماء وأصل إبليس على أنه ملاك نوراني ساقط. أصبح مفهوم حرب في السماء تنشب في نهاية الزمان ملحقًا لقصة سقوط إبليس عند نشأة الزمان، وهي حكاية تتضمن إبليس وثلث مجمل ملائكة السماء.
يكمن برهان هذا التفسير في عبارة «التنين وملائكته»؛ أصبحت هذه الصياغة بعينها بالغة الأهمية في تعزيز نظرية أن ربط الناس بين الملائكة والشيطان سبق كتابة سفر الرؤية.